# 周菊英
周菊英（1933年—），女，壮族，广西柳州人，中华人民共和国政治人物，曾任广西壮族自治区妇女联合会主席，中华全国妇女联合会常务委员。